# Maria Dolors Laffitte
Maria Dolors Laffitte i Masjoan (Roda de Ter, Barcelona, España, agosto de 1949 - Gerona, 15 de febrero de 2008) fue una cantante española en lengua catalana que incluyó en su repertorio la canción de autor, la música tradicional catalana, la lírica trovadoresca, recuperó la música antigua, sefardí y difundió la obra de los poetas catalanes. Estuvo vinculada en sus inicios al movimiento de la Nova Cançó, fue conocida artísticamente en su primera etapa como Dolors Laffitte y posteriormente como Maria Laffitte.

## Trayectoria artística
Nacida en Roda de Ter en 1949, en una familia de origen occitano por parte de padre, posteriormente Laffitte residiría, entre otros lugares, en la ciudad de Gerona desde 2002, donde se dedicaba a la recuperación de la música tradicional y medieval, del cancionero sefardí y de la lírica de los trovadores. Ecologista convencida e interesada por la filosofía oriental y el misticismo, fue una de las impulsoras del movimiento de la Nova Cançó a finales de los años 60, siguiendo los pasos de Raimon, Ovidi Montllor y Joan Manuel Serrat, fue cofundadora del festival Tradicionàrius y de la fundación cultural Pangea Music.
Empezó a cantar en 1964 en su ciudad de adopción, Manlleu, grabó su primer disco en 1968, Cançons occitanes, con 18 años, incluyendo versiones firmadas por Josep Maria Espinàs de textos de Robèrt Lafont con música de Gui Broglia. En 1968, participa junto a Lluís Llach en el Festival de la Canción Mediterránea con la canción A cara o creu de Josep Maria Andreu y Lleó Borrell, que la dio a conocer al público catalán, el sencillo editado por Concèntric con esta canción, también contiene Les vieux de Jacques Brel, traducida por Josep Maria Espinàs como Els vells. Ese mismo año recibe el Disc Català del año. En un EP editado por la discográfica Concèntric en 1969, canta Que n'havem fet, bona gent?, de Jacques Brel adaptada por Francesc Vallverdú, Una parella als afores de Josep Maria Espinàs, y los temas de Jean Ferrat: Feliç aquell que mor d'amor y Els petits cafès, adaptados al catalán por Espinàs. En 1971 publica Cançons d'Israel, también editado por Concèntric.
En 1972 participa en el disco y espectáculo Bestiari con textos de Pere Quart, producido por La Trinca, y junto a Miquel Cors, Joan Borràs, Carme Molina, entre otros. Colabora en las sesiones de teatro de "Ca-barret" de La Cova del Drac de Barcelona y en 1973 publica un disco recogiendo algunos temas de estos espectáculos, con el título de Varietat de varietats, a excepción de otro tema de Brel: Le diable (ça va), en catalán Bé va, incluye temas de Maria Aurèlia Capmany y Jaume Vidal Alcover, a partir de canciones populares o con música de Josep Maria Martí, que van del humor al dramatismo.
Laffitte formó parte de grupos como Ara va de bo (años 70) y L'arc en el cel (años 80) dedicados a la canción infantil y también en La Corranda y en Ensamble Llull. En 1975 graba Hello, Dolors! con temas inéditos escritos para ella por diversos y reconocidos cantantes: el tema Hello, Dolors! parodia de Hello, Dolly! de La Trinca y de Ja us he reconegut de Mistinguett y popularizado en catalán por Núria Feliu, Costes de Riago de Teresa Rebull, Digues-m'ho de prop de Joan Isaac, Sol que es un poema de Josep Palau i Fabre con música de Ramon Muntaner, quien después la grabó en un disco propio, L'home de Cromagnon de Toni Llovet, Somni d'alba de Lluís Llach, Les oliveres de Maria del Mar Bonet, Senyoreta de bon casar de Pere Tàpias, Fuig de Ovidi Montllor y Vaig com les aus, poema de Palau i Fabre con música de Laffitte.
Fundó el grupo Els trobadors junto con Alfons Encinas, padre de sus dos hijos, con quien grabó el disco Et ades sera l'alba en 1991, con temas trovadorescos y de Ramon Llull interpretados con instrumentos antiguos, que tuvo difusión internacional y que fue referencia posterior de la cantante Loreena McKennitt para su trabajo The mask and mirror de 1994. Su carrera profesional le llevó a vivir en Barcelona primero, posteriormente en Piera, Vilert y Bañolas, finalmente trasladó su residencia a Gerona en 2002. En los últimos años actuó en solitario cambiando su nombre de Dolors Laffitte a Maria D. Laffitte y en 1996 por Maria Laffitte, intensificó su activismo político de perfil ecologista, y se dedicó especialmente a la difusión de la música trovadoresca occitana, las canciones sefardíes y la voz de poetas a los que puso música en el trabajo Estimats poetes. Cants del esperit en 1995, junto a Mercè Torrents.
En 2001 publicó el disco Canciones tradicionales de Catalunya acompañada por Lautaro Rosas, en el que vuelve a recuperar el cancionero popular catalán con gran sensibilidad. Carrer segueixo, un antiguo tema occitano grabado en 1968 es uno de sus últimos legados discográficos, editado en una colección sobre la cançó ofrecida por el diario Avui en 2007. Maria Laffite será recordada por la energía emocional que trasmitía en sus interpretaciones.
En 2002 colaboró en el libro-disco "Ávila Mística" (Villamonte Editores), editado en colaboración con el Centro Internacional de Estudios Místicos de Ávila. Música y poemas de Teresa de Jesús, Juan de la Cruz, Moshe Ben Semtov, Tomás Luis de Victoria, Antonio de Cabezón, Cancionero de Uppsala, anónimos, entre otros, interpretados por Maria Laffitte, Accentus, Oni Wytars y Cuarteto Victoria.

## Discografía esencial[6]
- "Cançons occitanes" (Concèntric, 1968)
- "Cançons d'Israel" (Concèntric, 1971)
- "Hello Dolors!" (Edigsa, 1975)
- "Et Ades sera l'Alba" con Els Trobadors (Sonifolk S.A., 1991)
- "Estimats poetes" con Mercè Torrents (Picap, 1995)
- "Music of the Trobadours" con Ensemble Unicorn y Michael Posch (Naxos, 1996)
- "D'amic e amat" (Institut d'Estudis Baleàrics, 1998)
- "Canciones tradicionales de Catalunya" (Sonifolk S.A., 2001).